# Battistero di San Giovanni (Poitiers)

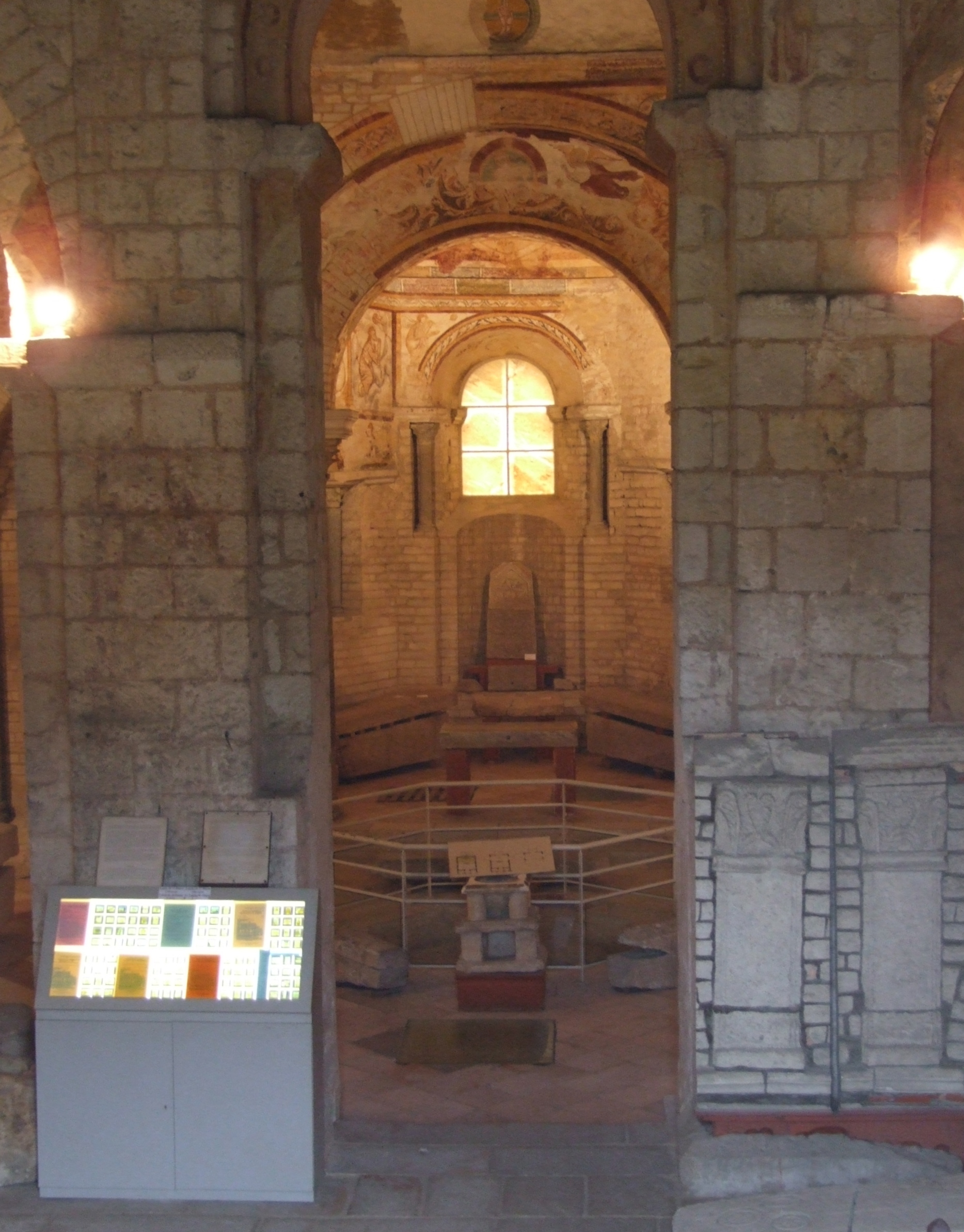
Interno.

Il battistero di San Giovanni a Poitiers è considerata la più antica costruzione cristiana esistente in Francia, nonché uno dei principali esempi dell'architettura merovingia. Dal 1846 è classificato come monumento storico di Francia.

## Storia e descrizione
La parte centrale dell'edificio venne costruita intorno al 360, sfruttando le fondazioni di costruzioni romane che erano state demolite nel 276, nella zona in cui, presso la casa di sant'Ilario di Poitiers, sarebbe sorta la cattedrale. Nel tempo ci furono molti cambiamenti nella struttura originaria; venne aggiunto un fonte battesimale nel VI secolo, nel periodo in cui il battesimo veniva praticato per immersione.
La costruzione venne gravemente danneggiata durante l'invasione dei Visigoti nel V secolo, ma si intrapresero opere di restauro sotto il regno di Clodoveo I, dopo che questi sconfisse Alarico II nel 507 nella battaglia di Vouillé, presso Poitiers: fu riparata la parte superiore dei muri della cella, furono aggiunte tre absidiole in forma di transetto e decorazioni all'esterno e all'interno dell'edificio.
Dal X secolo in avanti furono demolite le due piccoli sacrestie originali (che originariamente fungevano da aule per i catecumeni di entrambi i sessi), le absidiole laterali, i bracci del transetto furono ricostruite come absidi e al nartece quadrato venne data l'attuale forma poligonale. Fu durante questo periodo che la cerimonia del battesimo per immersione venne abbandonata dalla Chiesa cattolica e quindi la vasca battesimale venne riempita e sostituita dal fonte battesimale e l'edificio divenne una chiesa parrocchiale.
Tra il XII ed il XIV secolo la chiesa fu abbellita con affreschi in parte ancora visibili, raffiguranti l'Ascensione, pavoni, cavalieri con mantelli al vento, uno dei quali è l'imperatore Costantino, ed un busto della Vergine Maria.
La costruzione fu abbandonata nel 1791 durante la rivoluzione francese, confiscata e venduta come proprietà nazionale ad un privato che la usò come magazzino; fu però salvata dalla demolizione da una sottoscrizione pubblica, che permise fosse ricomprata nel 1834.
Il battistero riprese la sua funzione ecclesiale a metà del XX secolo, dopo scavi che recuperarono l'originale vasca battesimale e permisero una datazione più precisa. Ciò eliminò del tutto la teoria che il battistero fosse stato dapprima un tempio pagano, a causa della quale un tempo ci si riferiva ad esso come Tempio di San Giovanni. Invece sembra che la costruzione effettivamente sia stata costruita appositamente a fini battesimali, sacramento che prima dell'edificazione veniva celebrato nel fiume Clain, distante qualche centinaio di metri.
Nonostante i secoli di demolizioni, addizioni e mutazioni, il battistero mantiene i propri caratteri edificativi originali. Il battistero attualmente contiene un piccolo museo che include molti sarcofagi di pietra datati tra il IV ed il VII secolo, molti dei quali decorati riccamente, resti di colonne romane, fonti battesimali ed altri manufatti in pietra.